# Tjelopetj
Tjelopetj (bulgariska: Челопеч) är en ort i Bulgarien. Den ligger i kommunen obsjtina Tjelopetj och regionen Sofijska oblast, i den centrala delen av landet, 60 km öster om huvudstaden Sofia. Tjelopetj ligger 716 meter över havet och antalet invånare är 1 760.
Terrängen runt Tjelopetj är huvudsakligen kuperad, men åt nordost är den bergig. Närmaste större samhälle är Zlatitsa, 4,5 km öster om Tjelopetj.
Trakten runt Tjelopetj består till största delen av jordbruksmark. Runt Tjelopetj är det ganska glesbefolkat, med 48 invånare per kvadratkilometer.